# Cementerio Virgen María del Rosario (Itagüí)
El Cementerio Virgen María del Rosario    de Itagüí, Colombia, fue construido en 1928 con el apoyo de la Alcaldía de Itagüí y la administración e iniciativa de la parroquia Nuestra Señora del Rosario que hoy día aún continúa en la administración de este recinto.

## Historia
El cementerio se ubica en el centro de la ciudad de Itagüí, y su construcción se dio en los años de 1926 y 1928. En el año 2007 existió el rumor de su traslado por la llegada de una compañía multinacional al sector, en el año 2008 estos rumores fueron desmentidos al ser declarado patrimonio histórico de la ciudad por la alcaldía de Itagüí. 

## Características
De los siete patios que conforman el cementerio los tres más antiguos son también los tres más interesantes desde el punto de vista histórico.  Además es restaurado con regularidad buscándose preservar el recinto en las mejores condiciones posibles. 

## Galería

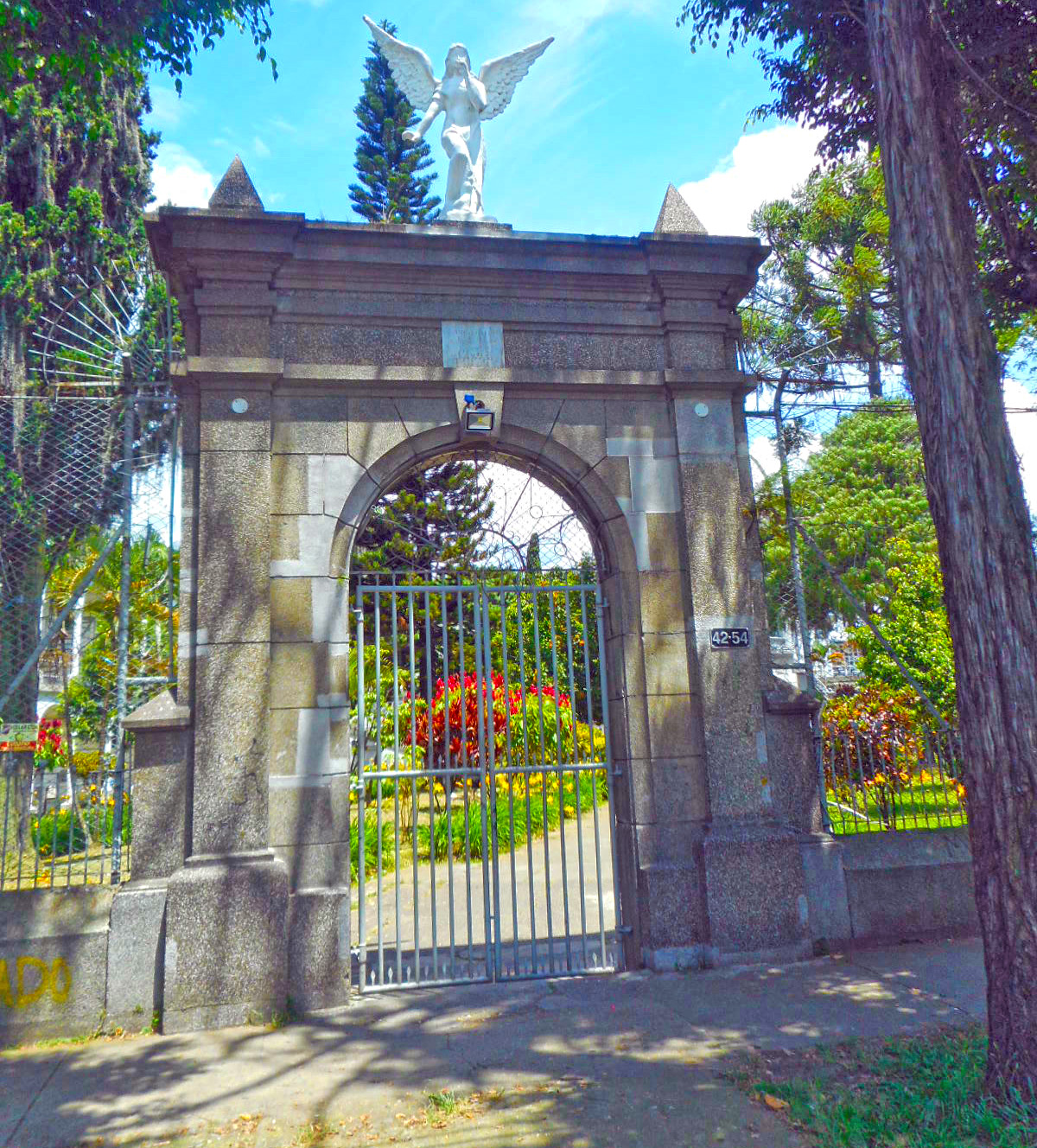
Entrada del Cementerio
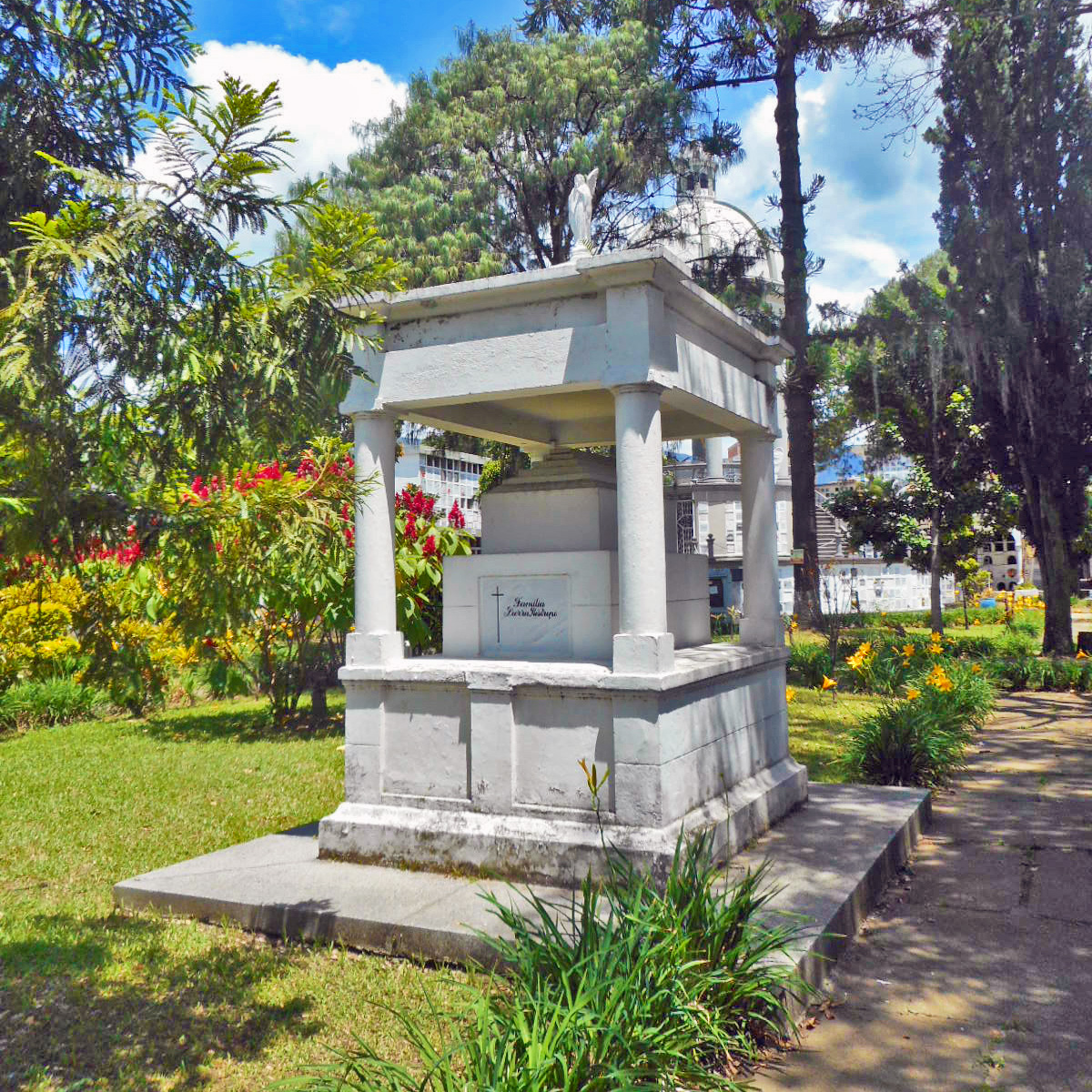
Cripta familiar
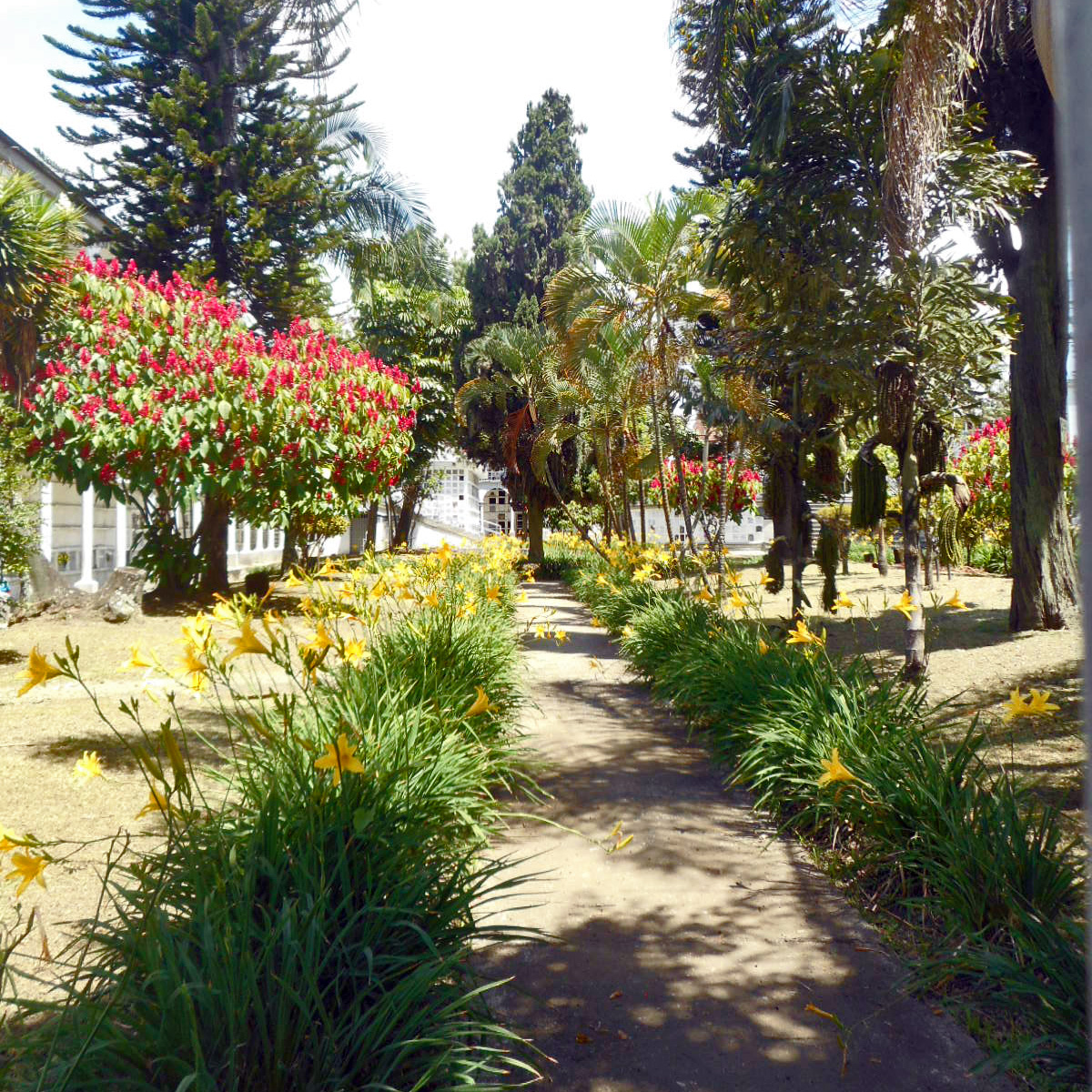
Vista general
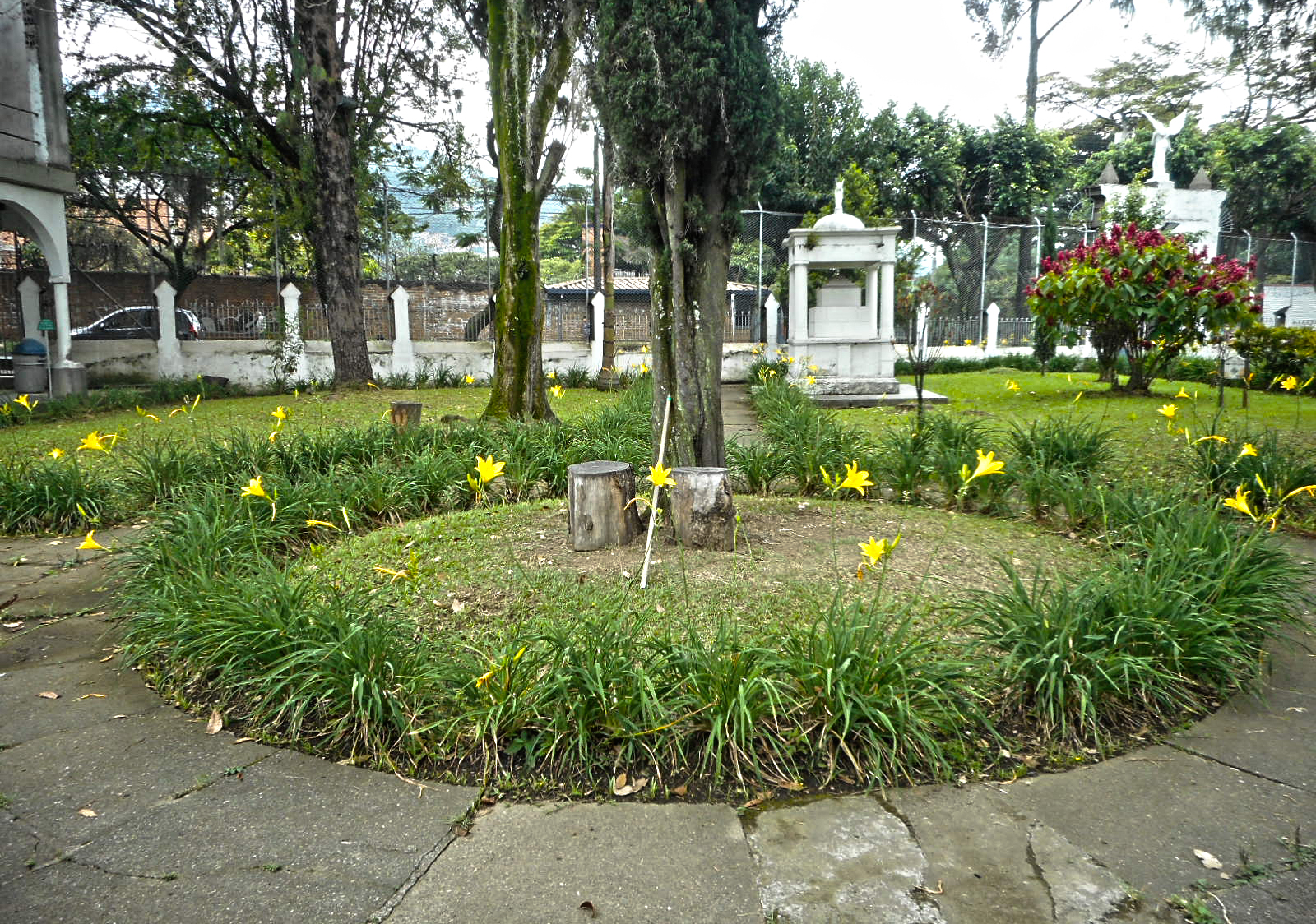
Jardinería
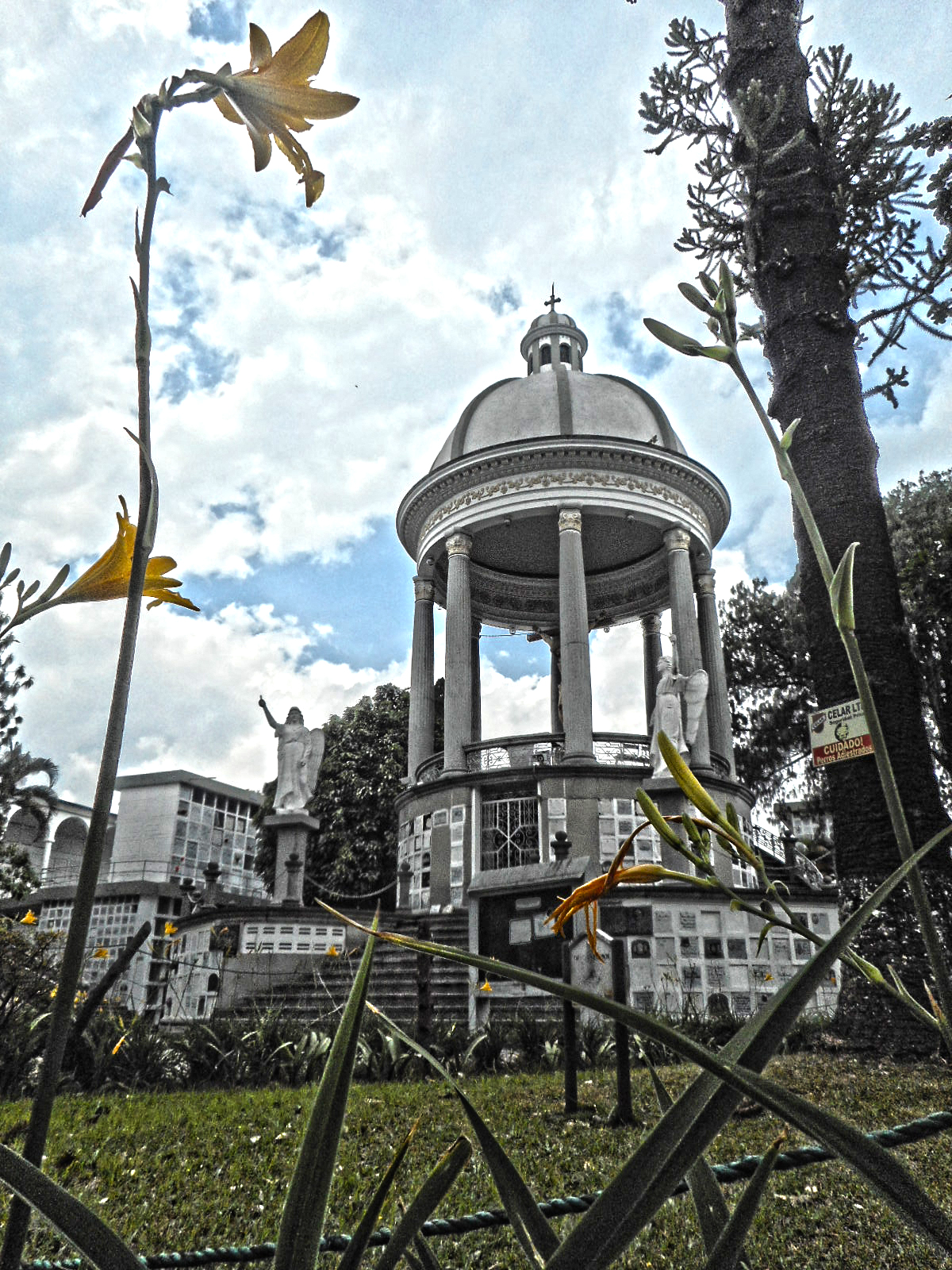
Vista de rotunda
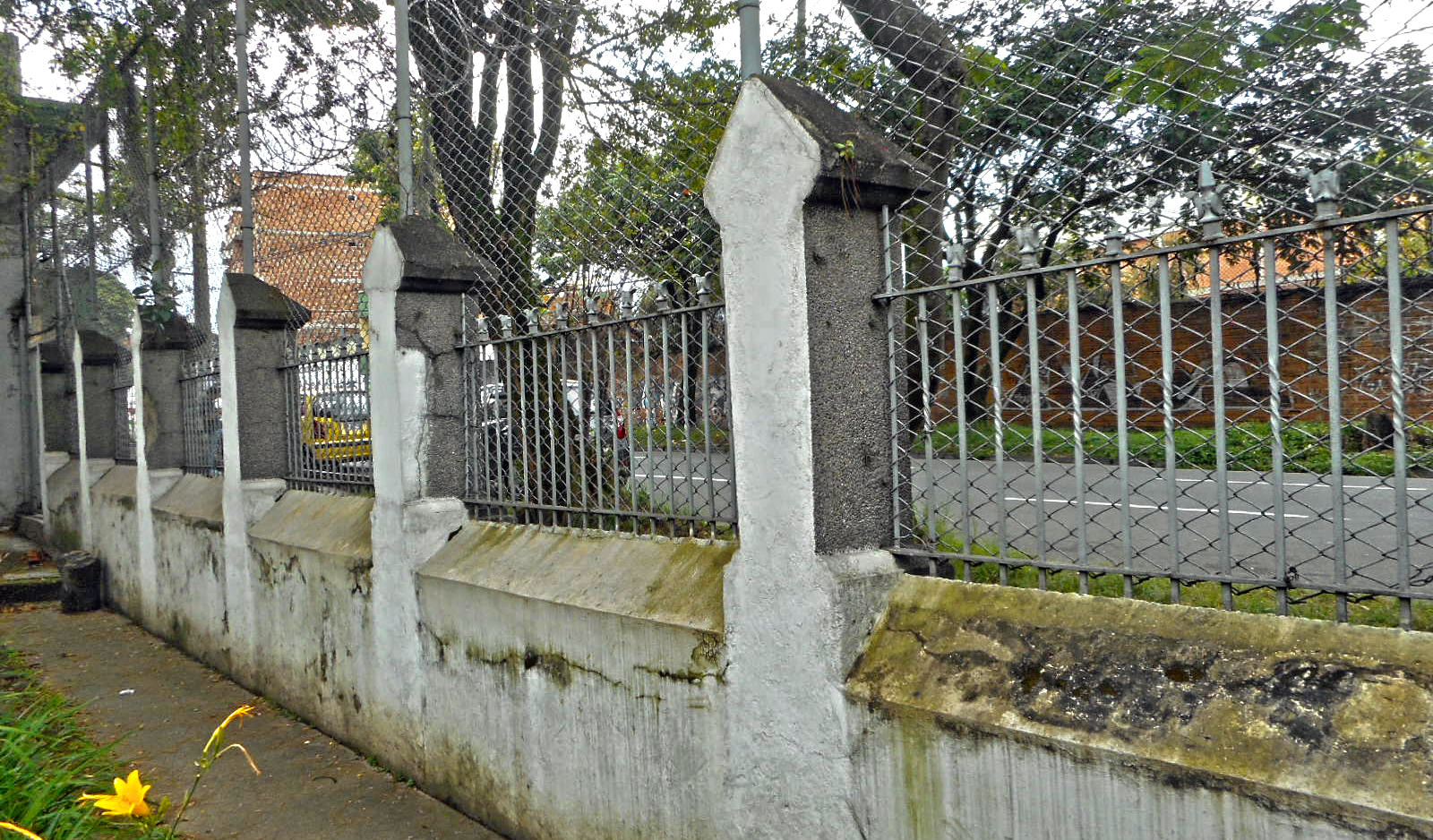
Muro
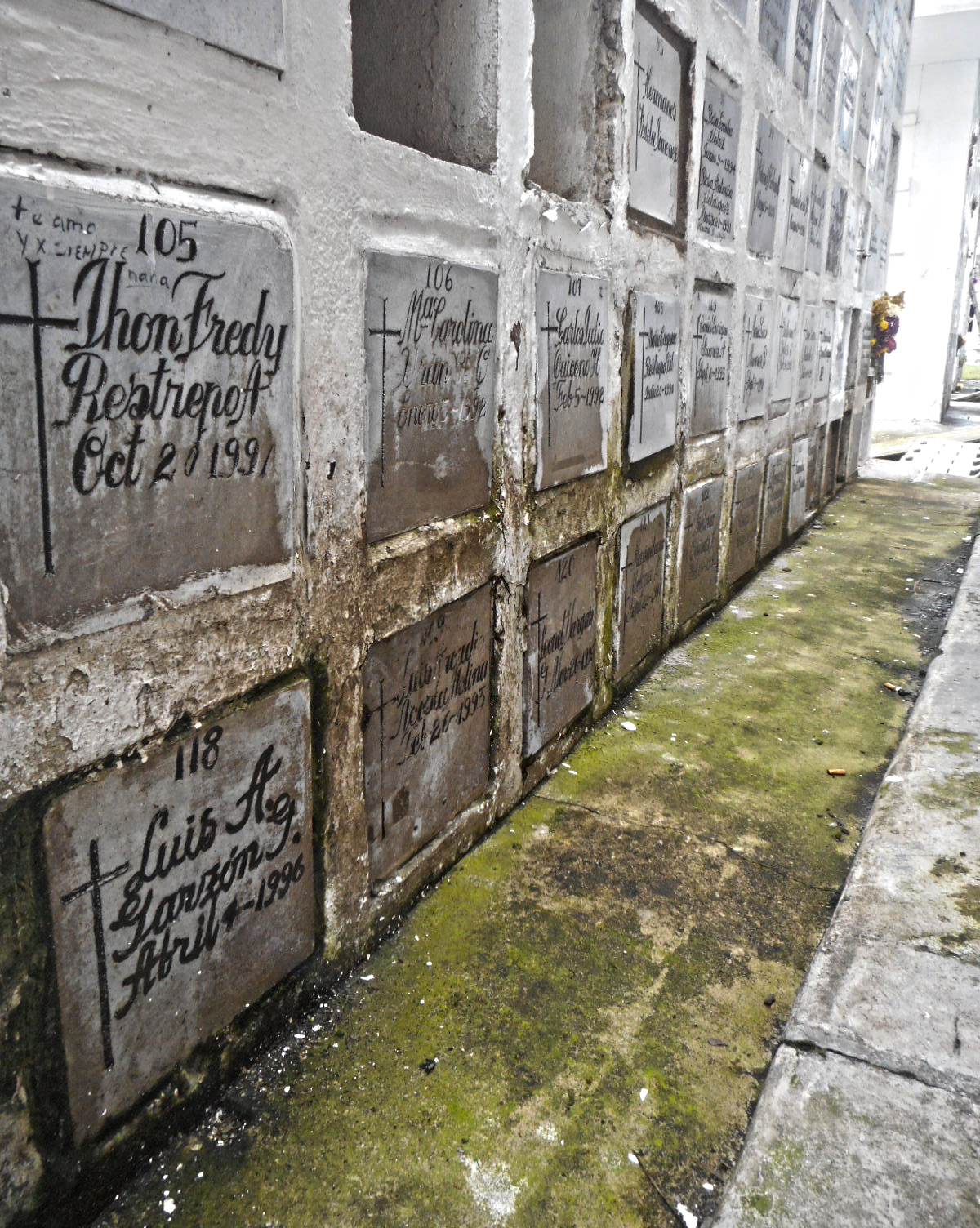
Detalle de criptas
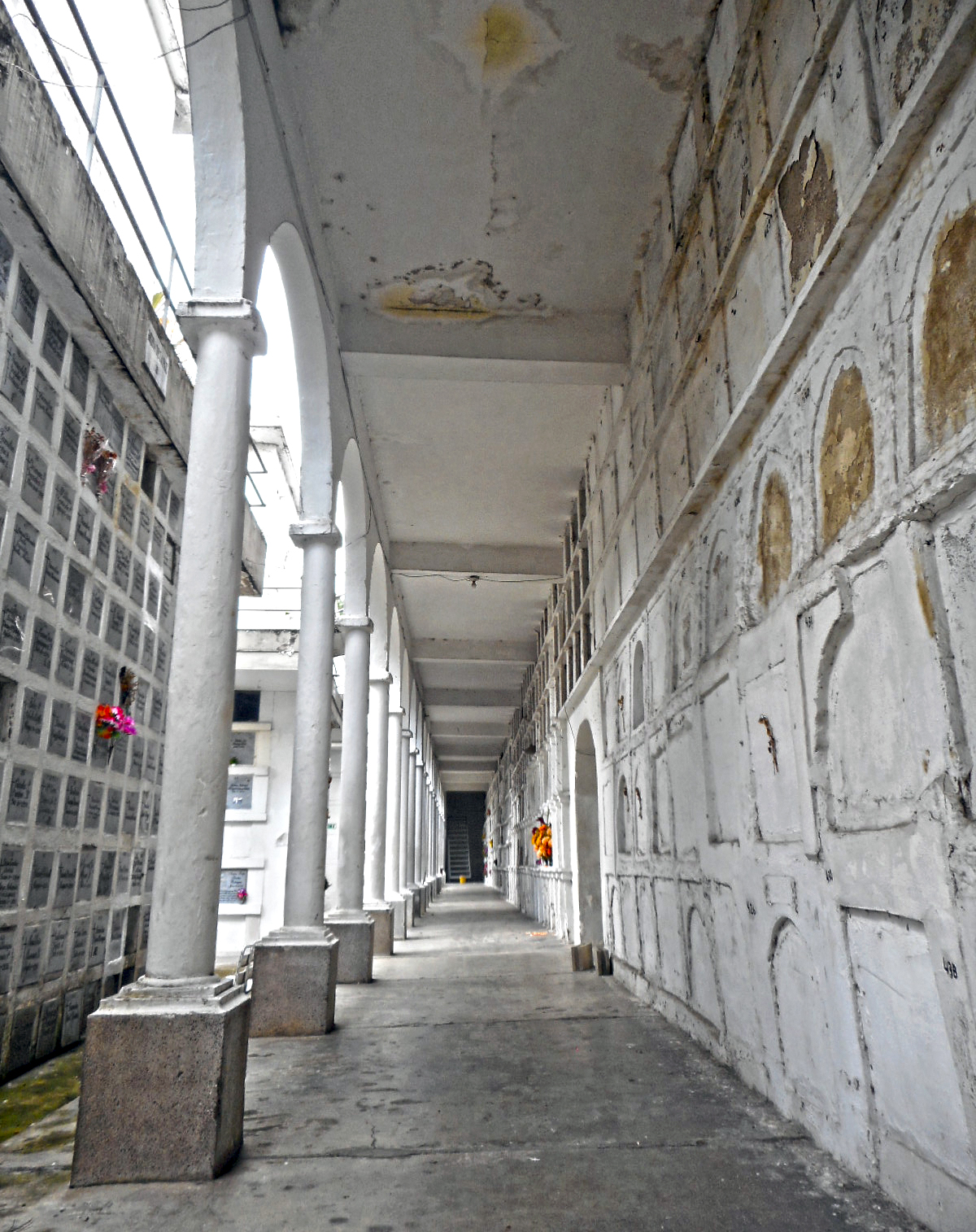
Galería de criptas
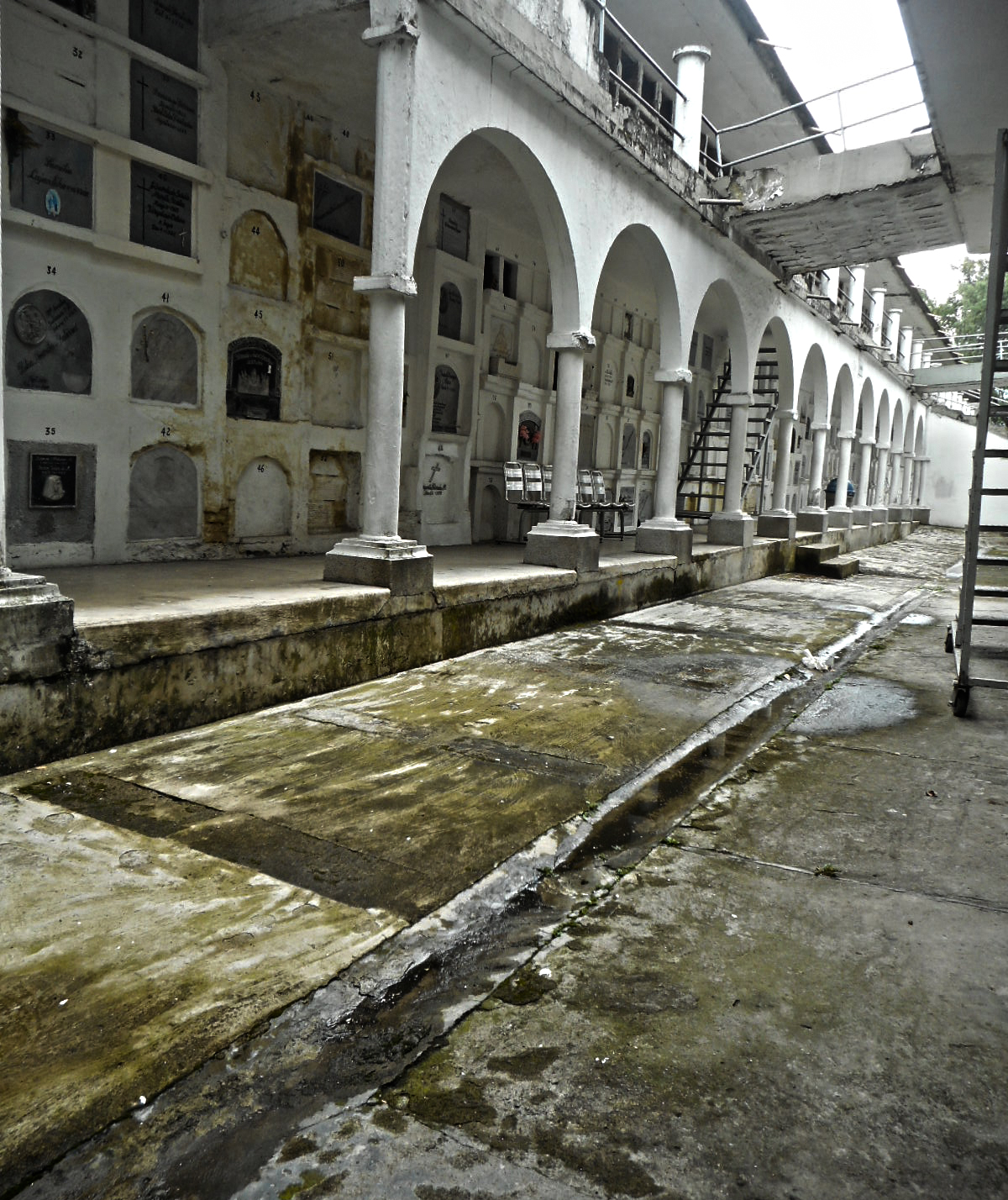
Mausoleos
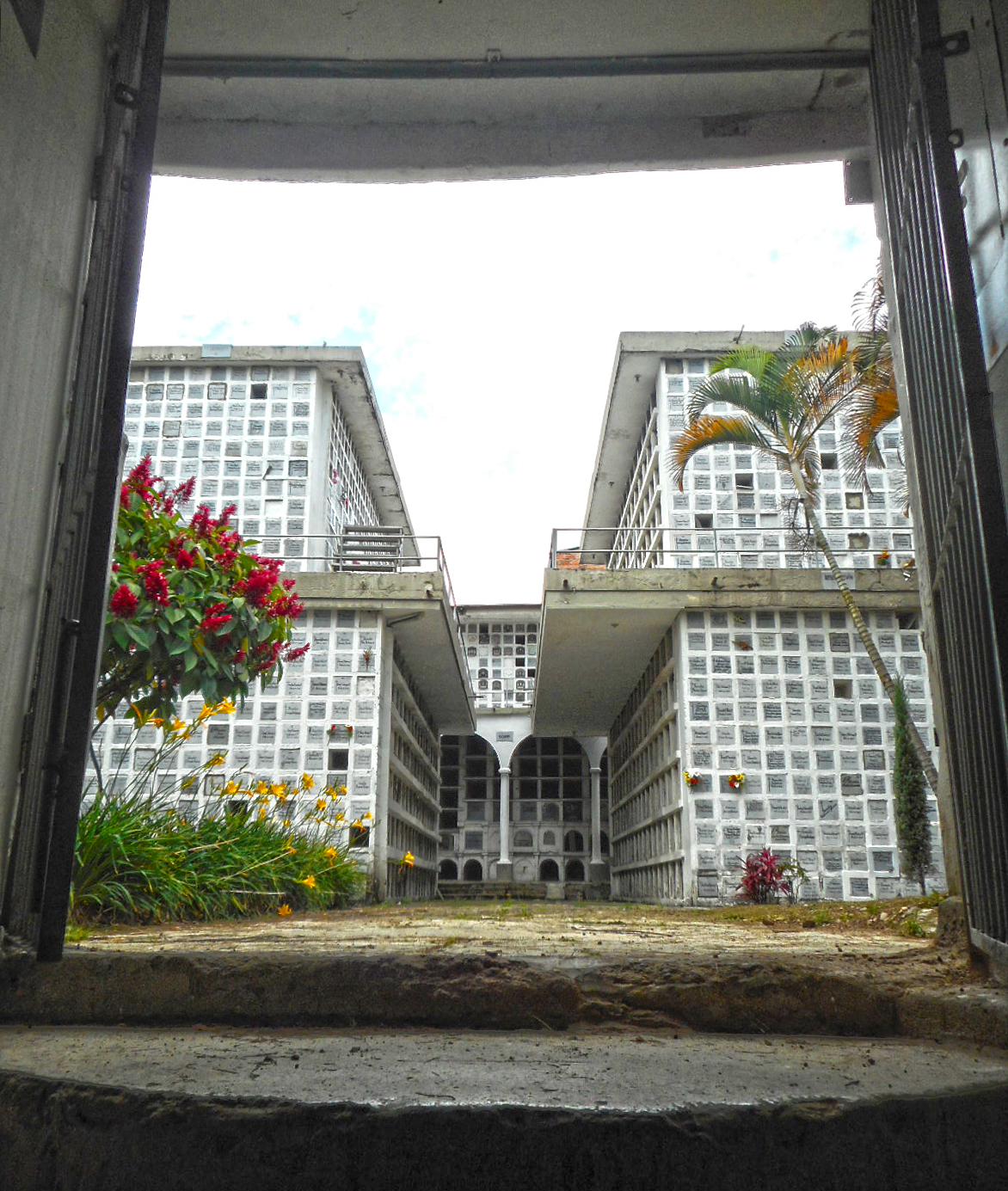
Vista de mausoleos desde la cripta de la rotunda